# Strontiumchromaat
Strontiumchromaat is het chromaat van strontium, met als brutoformule SrCrO4. De stof komt voor als een geel kristallijn poeder, dat slecht oplosbaar is in water. Veelgebruikte synoniemen voor de stof zijn Deep Lemon Yellow en Strontium Yellow, vanwege de gele kleur.

## Synthese
Strontiumchromaat kan bereid worden uit de neerslagreactie van strontiumchloride en kaliumchromaat:
{\displaystyle \mathrm {SrCl_{2}\ +\ K_{2}CrO_{4}\ \longrightarrow \ 2\ KCl\ +\ SrCrO_{4}\downarrow } }

## Toxicologie en veiligheid
De stof is een sterk oxidatiemiddel en reageert met brandbare en reducerende stoffen.
De stof is irriterend voor de ogen, de huid en de luchtwegen.
Bij langdurige of herhaalde blootstelling boven de drempelwaarde van 0,0005 mg/m³ kunnen er effecten op de luchtwegen (astma en perforatie van het neustussenschot) en de nieren optreden, met als gevolg een verstoorde werking. Strontiumchromaat is kankerverwekkend bij de mens.